# Catedral de Hólar
La catedral de Hólar es un templo de la Iglesia Nacional de Islandia, en el pequeño pueblo de Hólar, en el norte del país.
Aunque su construcción data apenas de mediados del siglo XVIII, es la iglesia de piedra más antigua de Islandia. En el mismo sitio se hallaba una catedral medieval, que en su momento fue una de las dos sedes episcopales islandesas, lo que convirtió a Hólar en un importante centro cultural a nivel nacional.

## Historia
La primera catedral de Islandia fue fundada en Skálholt, en el sur de la isla, en 1056. En 1106 el país se dividió en dos diócesis: Skálholt fue la sede de la diócesis del sur y Hólar la del norte, con Jón Ögmundsson como su primer obispo. Al igual que Skálholt, Holár se convirtió en uno de los centros culturales más importantes de Islandia.
La actual catedral de Hólar se asienta sobre una colina en la que hubo otras seis iglesias previas. La primera se construyó hacia 1050; la segunda entre 1050 y 1106; la tercera —la primera con rango de catedral—, fue construida por el obispo Jón Ögmundsson poco después de 1106; la cuarta por el obispo Jörundur Þorsteinsson hacia 1300; la quinta por el obispo Pétur Nikulásson poco después de 1394; y la sexta, ya en tiempos del protestantismo, en 1627.
La actual catedral fue construida en tiempos del obispo Gísli Magnússon, y fue consagrada en 1763, sin estar terminada. Tuvo algunos problemas estructurales que requirieron constantes reparaciones y añadiduras. El techo de teja fue sustituido por una estructura de hierro en 1886.
En 1801 se abolió la diócesis de Hólar, y Reikiavik se quedó como la única sede episcopal de Islandia. De esta manera la iglesia de Hólar perdió su estatus de catedral.
En 1950 se levantó frente a la iglesia un campanario dedicado a la memoria de Jón Arason, el último obispo católico de Hólar, ejecutado por oponerse al protestantismo.
En 1952 la iglesia recuperó su estatus de catedral y desde entonces es sede de un obispo sufragáneo de Reikiavik, sin que por ello sea sede de ninguna diócesis.

## Características

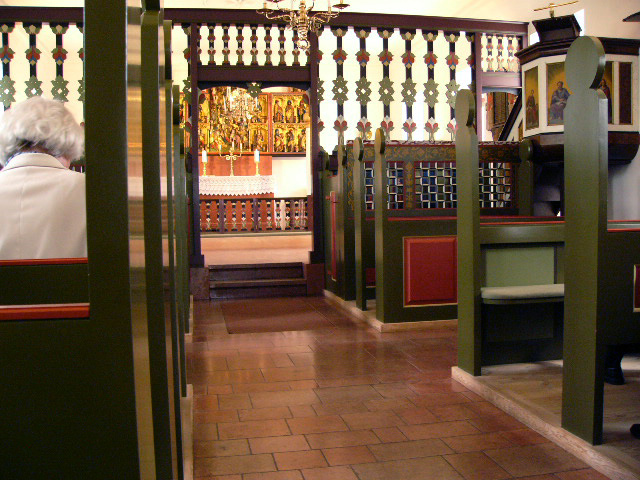
Interior de la iglesia, hacia el altar.

La catedral de Hólar no destaca por su arquitectura: es un edificio muy sencillo de piedra roja y techo a dos aguas, sin ornamentaciones. Su material de construcción es arenisca roja de una montaña de las inmediaciones.
Su planta consiste de una sola nave, con un pequeño vestíbulo en la parte occidental. No hay torres ni transepto. Los muros norte, sur y oriente están pintados de blanco, mientras que en el muro occidente se conserva el aspecto original de la piedra. El campanario es independiente, mide 26 m y se ubica frente a la entrada principal. El interior es de paredes blancas. Una pantalla de madera separa el coro del presbiterio.
Dejando de lado la austeridad de la iglesia, esta conserva algunas importantes piezas artísticas e históricas en su inventario. Entre las piezas más relevantes está el retablo del siglo XVI en el altar mayor. Es un tríptico gótico de madera de cerezo policromada, posiblemente con orígenes en Alemania o los Países Bajos; se cree que fue traído por el obispo Arason. En un costado de la iglesia hay un retablo de alabastro del siglo X, procedente de Notingham, Inglaterra. La pila bautismal es una talla en piedra del siglo XVII, elaborada en esteatita, un material que no se encuentra en Islandia.
Otros objetos importantes son un gran crucifijo de madera del el siglo XVI, dos cálices de plata fechados del siglo XIII, tumbas de obispos, un ejemplar de la Biblia de Guðbrandur de 1584, que fue la primera traducción al islandés, una réplica de la mitra episcopal de Jón Arason, entre otros.